# 마이크 블룸필드
마이크 블룸필드(Mike Bloomfield, 1943년 7월 28일 ~ 1981년 2월 15일)는 일리노이주 시카고에서 태어난 미국의 기타리스트 겸 작곡가였는데, 1969년 이전에는 거의 노래를 부르지 않았기 때문에 거의 전적으로 기악기로 명성을 얻은 1960년대 최초의 인기 음악 슈퍼스타 중 한 명이 되었다. 기타 연주로 존경 받는 블룸필드는 자신의 명성을 얻기 전에 많은 시카고의 블루스 전설들을 알고 연주했으며 1960년대 중반 블루스 음악을 대중화하는 데 중요한 역할을 했다. 2003년 《롤링 스톤》이 선정한 "역대 최고의 기타리스트 100인"에 22위, 2011년 같은 잡지에서 42위에 올랐다. 2012년 블루스 명예의 전당에 헌액되었고, 폴 버터필드 블루스 밴드의 멤버로 2015년 로큰롤 명예의 전당에 헌액되었다.